# Молодіжний чемпіонат Європи з футболу 2023 (кваліфікація)
Кваліфікація молодіжного чемпіонату Європи з футболу 2023 — відбірковий етап футбольного турніру серед чоловіків U-21, який визначив 14 команд, які братимуть участь у молодіжному чемпіонаті Європи 2023.
Молодіжні збірні Румунії та Грузії, як господарі змагання, автоматично кваліфікувалися на молодіжний ЧЄ-2023. Крім представників цих двох держав, усі решта 53 національних збірних УЄФА брали участь у відбірковому турнірі.
У турнірі мали право грати футболісти, народжені не раніше 1 січня 2000 року.

## Формат
Відбіркові змагання складаються з двох етапів:
- Кваліфікаційний груповий етап: 53 команди розбиті на дев’ять груп: вісім груп по шість команд і одна група з п’яти команд. Кожна група грає за круговою системою вдома та на виїзді. Дев’ять переможців груп і найкраща зі збірних, що посіли другі місця (не враховуючи результати проти команди, яка посідає шосте місце) безпосередньо кваліфікуються до фінального турніру. Решта вісім інших виходять у плей-оф.
- Плей-оф: вісім команд розподіляються жеребом на чотири пари, які в двоматчевому протистоянні визначать чотири останні команди, що пройшли кваліфікацію.

## Регламент
У випадку рівної кількості очок у кількох команд, місця цих команд визначаються за такими правилами:
- кількість очок, набраних у матчах між цими командами,
- різниця забитих голів у матчах цих команд,
- голи, забиті в матчах цих команд,
- голи на виїзді, забиті в матчах цих команд,

Якщо більше двох команд мають однакову кількість очок, й після застосування вищезазначених правил принаймні дві команди все ще мають однакові показники, вищезазначені правила знову застосовуються лише до відповідних команд. Якщо це не є вирішальним, і обидві команди все ще мають однакові показники, застосовуються наведені нижче правила:
- різниця м'ячів у всіх матчах групи,
- кількість забитих голів у всіх матчах групи,
- кількість забитих голів у всіх виїзних матчах,
- кількість виграних матчів на груповому етапі,
- кількість виїзних матчів, виграних на груповому етапі,
- кількість індивідуальних покарань у всіх матчах (1 очко за жовту картку, 3 очки за червону картку та за дві жовті),
- місце в рейтингу УЄФА.

## Календар
| Етап                          | Дата жеребкування | Міжнародні дати ФІФА         |
| ----------------------------- | ----------------- | ---------------------------- |
| Кваліфікаційний груповий етап | 28 січня 2021     | 1 тур (1–3 вересня 2021)     |
| Кваліфікаційний груповий етап | 28 січня 2021     | 2 тур (6–7 вересня 2021)     |
| Кваліфікаційний груповий етап | 28 січня 2021     | 3 тур (7–8 жовтня 2021)      |
| Кваліфікаційний груповий етап | 28 січня 2021     | 4 тур (11–12 жовтня 2021)    |
| Кваліфікаційний груповий етап | 28 січня 2021     | 5 тур (10–12 листопада 2021) |
| Кваліфікаційний груповий етап | 28 січня 2021     | 6 тур (14–16 листопада 2021) |
| Кваліфікаційний груповий етап | 28 січня 2021     | 7 тур (24–25 березня 2022)   |
| Кваліфікаційний груповий етап | 28 січня 2021     | 8 тур (28–29 березня 2022)   |
| Кваліфікаційний груповий етап | 28 січня 2021     | 9 тур (2–6 червня 2022)      |
| Кваліфікаційний груповий етап | 28 січня 2021     | 10 тур (6–14 червня 2022)    |
| Плей-оф                       | 21 червня 2022    | 23–27 вересня 2022           |

Примітки:
1. ↑  Частина матчів 1-го туру відбулася 25 та 29 березня 2021 року, частина – 4–8 червня 2021 року.

## Відбірковий груповий етап

### Жеребкування
Господарі фінального турніру кваліфікувалися автоматично. Решту команд було розбито на шість кошиків згідно з рейтингом, заробленим у ході виступів на останніх трьох чемпіонатах Європи (у тому числі й у відбіркових турнірах).
| Збірна  |
| ------- |
| Румунія |
| Грузія  |

| Команди    |
| ---------- |
| Іспанія    |
| Німеччина  |
| Франція    |
| Англія     |
| Італія     |
| Данія      |
| Португалія |
| Нідерланди |
| Хорватія   |

| Команди   |
| --------- |
| Австрія   |
| Польща    |
| Швеція    |
| Чехія     |
| Бельгія   |
| Росія     |
| Сербія    |
| Швейцарія |
| Греція    |

| Команди    |
| ---------- |
| Словаччина |
| Ісландія   |
| Україна    |
| Словенія   |
| Ірландія   |
| Ізраїль    |
| Норвегія   |
| Болгарія   |
| Туреччина  |

| Команди              |
| -------------------- |
| Шотландія            |
| Північна Македонія   |
| Боснія і Герцеговина |
| Уельс                |
| Північна Ірландія    |
| Фінляндія            |
| Угорщина             |
| Білорусь             |
| Албанія              |

| Команди           |
| ----------------- |
| Чорногорія        |
| Косово            |
| Литва             |
| Казахстан         |
| Молдова           |
| Кіпр              |
| Фарерські острови |
| Азербайджан       |
| Латвія            |

| Команди     |
| ----------- |
| Люксембург  |
| Вірменія    |
| Мальта      |
| Андорра     |
| Естонія     |
| Гібралтар   |
| Ліхтенштейн |
| Сан-Марино  |

Примітки
- Команди, виділені жирним шрифтом, кваліфікувалися до фінального турніру.
- Команди, виділені курсивом, брали участь у плей-оф за вихід до фінального турніру.

Кожна група складається з однієї команди з кожного з кошиків A–F (кошиків A–E для групи з п’яти команд). На підставі рішень Виконавчого комітету УЄФА, наступні команди не можуть потрапити в одну групу:
- Росія та Україна
- Вірменія та Азербайджан
- Гібралтар та Іспанія
- Косово та Боснія і Герцеговина
- Косово та Сербія
- Косово та Росія

### Групи

#### Група A
| Поз | Команда     | І  | В | Н | П  | ГЗ | ГП | РГ  | О  | Кваліфікація                |     |     |     |     |     |     |     |
| --- | ----------- | -- | - | - | -- | -- | -- | --- | -- | --------------------------- | --- | --- | --- | --- | --- | --- | --- |
| 1   | Норвегія    | 10 | 8 | 0 | 2  | 26 | 11 | +15 | 24 | Вихід до фінального турніру |     | —   | 3–2 | 3–1 | 3–1 | 2–1 | 3–0 |
| 2   | Хорватія    | 10 | 7 | 1 | 2  | 25 | 10 | +15 | 22 | Плей-оф                     |     | 3–2 | —   | 2–3 | 0–0 | 2–0 | 2–0 |
| 3   | Фінляндія   | 10 | 6 | 1 | 3  | 18 | 13 | +5  | 19 |                             |     | 0–2 | 0–2 | —   | 3–1 | 3–0 | 1–0 |
| 4   | Австрія     | 10 | 5 | 1 | 4  | 22 | 13 | +9  | 16 |                             | 2–1 | 1–3 | 2–3 | —   | 6–0 | 2–0 |     |
| 5   | Азербайджан | 10 | 2 | 1 | 7  | 12 | 24 | −12 | 7  |                             | 1–2 | 1–5 | 1–1 | 0–3 | —   | 3–0 |     |
| 6   | Естонія     | 10 | 0 | 0 | 10 | 0  | 32 | −32 | 0  |                             | 0–5 | 0–4 | 0–3 | 0–4 | 0–5 | —   |     |

#### Група B
| Поз | Команда    | І  | В | Н | П | ГЗ | ГП | РГ  | О  | Кваліфікація                |     |     |     |     |     |     |     |
| --- | ---------- | -- | - | - | - | -- | -- | --- | -- | --------------------------- | --- | --- | --- | --- | --- | --- | --- |
| 1   | Німеччина  | 10 | 9 | 0 | 1 | 32 | 9  | +23 | 27 | Вихід до фінального турніру |     | —   | 3–2 | 0–4 | 4–0 | 4–0 | 4–0 |
| 2   | Ізраїль    | 10 | 6 | 1 | 3 | 19 | 10 | +9  | 19 | Плей-оф                     |     | 0–1 | —   | 2–2 | 3–0 | 2–1 | 2–0 |
| 3   | Польща     | 10 | 5 | 3 | 2 | 26 | 9  | +17 | 18 |                             |     | 1–2 | 1–2 | —   | 1–1 | 5–0 | 3–0 |
| 4   | Угорщина   | 10 | 4 | 2 | 4 | 16 | 17 | −1  | 14 |                             | 1–5 | 1–2 | 2–2 | —   | 1–0 | 4–0 |     |
| 5   | Латвія     | 10 | 2 | 1 | 7 | 5  | 19 | −14 | 7  |                             | 1–3 | 1–0 | 0–2 | 0–2 | —   | 2–0 |     |
| 6   | Сан-Марино | 10 | 0 | 1 | 9 | 0  | 34 | −34 | 1  |                             | 0–6 | 0–4 | 0–5 | 0–4 | 0–0 | —   |     |

#### Група C
28 лютого 2022 року ФІФА та УЄФА відсторонили всі російські збірні та клуби з усіх змагань через російське вторгнення в Україну. 2 травня 2022 року УЄФА оголосила, що Росія більше не має права брати участь у змаганнях, результати зіграних нею матчів анульовано, а змагання в групі C продовжаться з п'ятьма учасниками.
| Поз | Команда           | І | В | Н | П | ГЗ | ГП | РГ  | О  | Кваліфікація                |     |     |     |     |       |       |       |
| --- | ----------------- | - | - | - | - | -- | -- | --- | -- | --------------------------- | --- | --- | --- | --- | ----- | ----- | ----- |
| 1   | Іспанія           | 8 | 8 | 0 | 0 | 37 | 5  | +32 | 24 | Вихід до фінального турніру |     | —   | 3–2 | 3–0 | 8–0   | 7–1   | 4–1   |
| 2   | Словаччина        | 8 | 5 | 0 | 3 | 18 | 10 | +8  | 15 | Плей-оф                     |     | 2–3 | —   | 2–1 | 3–1   | 4–0   | Скас. |
| 3   | Північна Ірландія | 8 | 2 | 1 | 5 | 8  | 18 | −10 | 7  |                             |     | 0–6 | 1–0 | —   | 4–0   | 0–2   | Скас. |
| 4   | Литва             | 8 | 2 | 1 | 5 | 7  | 22 | −15 | 7  |                             | 0–2 | 0–2 | 1–1 | —   | 2–1   | 0–3   |       |
| 5   | Мальта            | 8 | 2 | 0 | 6 | 10 | 25 | −15 | 6  |                             | 0–5 | 1–3 | 4–1 | 1–3 | —     | Скас. |       |
| 6   | Росія             | 0 | 0 | 0 | 0 | 0  | 0  | 0   | 0  | Дискваліфіковано            |     | 1–0 | 3–0 | 1–0 | Скас. | 6–0   | —     |

1. ↑  28 лютого 2022 року ФІФА та УЄФА відсторонили всі російські збірні та клуби з усіх змагань через повномасштабне російське вторгнення в Україну[4].

#### Група D
| Поз | Команда     | І  | В | Н | П  | ГЗ | ГП | РГ  | О  | Кваліфікація                |     |     |     |     |     |     |      |
| --- | ----------- | -- | - | - | -- | -- | -- | --- | -- | --------------------------- | --- | --- | --- | --- | --- | --- | ---- |
| 1   | Португалія  | 10 | 9 | 1 | 0  | 41 | 3  | +38 | 28 | Вихід до фінального турніру |     | —   | 1–1 | 2–1 | 1–0 | 6–0 | 11–0 |
| 2   | Ісландія    | 10 | 5 | 3 | 2  | 25 | 7  | +18 | 18 | Плей-оф                     |     | 0–1 | —   | 1–1 | 3–1 | 5–0 | 9–0  |
| 3   | Греція      | 10 | 5 | 2 | 3  | 16 | 10 | +6  | 17 |                             |     | 0–4 | 1–0 | —   | 2–0 | 0–0 | 4–0  |
| 4   | Білорусь    | 10 | 4 | 0 | 6  | 16 | 15 | +1  | 12 |                             | 1–5 | 1–2 | 0–2 | —   | 2–0 | 6–0 |      |
| 5   | Кіпр        | 10 | 3 | 2 | 5  | 16 | 16 | 0   | 11 |                             | 0–1 | 1–1 | 3–0 | 0–1 | —   | 6–0 |      |
| 6   | Ліхтенштейн | 10 | 0 | 0 | 10 | 0  | 63 | −63 | 0  |                             | 0–9 | 0–3 | 0–5 | 0–4 | 0–6 | —   |      |

1. ↑  Через участь Білорусі в повномасштабному російському вторгненні в Україну УЄФА зобов'язала Білорусь проводити свої домашні матчі на нейтральних полях без глядачів[7]. Матчі Білорусь – Кіпр і Білорусь – Португалія відбулися в Єревані (Вірменія) 1 та 4 червня 2022 року відповідно[8][9].

#### Група E
| Поз | Команда    | І  | В | Н | П | ГЗ | ГП | РГ  | О  | Кваліфікація                |     |     |     |     |     |     |     |
| --- | ---------- | -- | - | - | - | -- | -- | --- | -- | --------------------------- | --- | --- | --- | --- | --- | --- | --- |
| 1   | Нідерланди | 10 | 8 | 2 | 0 | 32 | 3  | +29 | 26 | Вихід до фінального турніру |     | —   | 2–0 | 3–0 | 5–0 | 3–1 | 6–0 |
| 2   | Швейцарія  | 10 | 7 | 2 | 1 | 22 | 6  | +16 | 23 | Вихід до фінального турніру |     | 2–2 | —   | 3–0 | 5–1 | 1–0 | 4–0 |
| 3   | Молдова    | 10 | 3 | 3 | 4 | 7  | 12 | −5  | 12 |                             |     | 0–3 | 1–1 | —   | 1–0 | 0–2 | 1–0 |
| 4   | Уельс      | 10 | 3 | 2 | 5 | 15 | 14 | +1  | 11 |                             | 0–1 | 0–1 | 0–0 | —   | 1–1 | 2–0 |     |
| 5   | Болгарія   | 10 | 2 | 4 | 4 | 10 | 11 | −1  | 10 |                             | 0–0 | 0–1 | 0–0 | 0–4 | —   | 5–0 |     |
| 6   | Гібралтар  | 10 | 0 | 1 | 9 | 1  | 41 | −40 | 1  |                             | 0–7 | 0–4 | 0–4 | 0–7 | 1–1 | —   |     |

#### Група F
| Поз | Команда              | І  | В | Н | П | ГЗ | ГП | РГ  | О  | Кваліфікація                |     |     |     |     |     |     |     |
| --- | -------------------- | -- | - | - | - | -- | -- | --- | -- | --------------------------- | --- | --- | --- | --- | --- | --- | --- |
| 1   | Італія               | 10 | 7 | 3 | 0 | 19 | 5  | +14 | 24 | Вихід до фінального турніру |     | —   | 4–1 | 1–1 | 1–0 | 1–0 | 3–0 |
| 2   | Ірландія             | 10 | 6 | 1 | 3 | 16 | 10 | +6  | 19 | Плей-оф                     |     | 0–2 | —   | 1–0 | 3–0 | 3–1 | 2–0 |
| 3   | Швеція               | 10 | 5 | 3 | 2 | 22 | 8  | +14 | 18 |                             |     | 1–1 | 0–2 | —   | 4–0 | 3–1 | 6–0 |
| 4   | Боснія і Герцеговина | 10 | 3 | 2 | 5 | 9  | 16 | −7  | 11 |                             | 1–2 | 0–2 | 1–1 | —   | 2–1 | 1–0 |     |
| 5   | Чорногорія           | 10 | 3 | 2 | 5 | 14 | 17 | −3  | 11 |                             | 1–1 | 2–1 | 1–3 | 2–2 | —   | 3–0 |     |
| 6   | Люксембург           | 10 | 0 | 1 | 9 | 2  | 26 | −24 | 1  |                             | 0–3 | 1–1 | 0–3 | 0–2 | 1–2 | —   |     |

#### Група G
| Поз | Команда  | І  | В | Н | П  | ГЗ | ГП | РГ  | О  | Кваліфікація                |     |     |     |     |     |     |     |
| --- | -------- | -- | - | - | -- | -- | -- | --- | -- | --------------------------- | --- | --- | --- | --- | --- | --- | --- |
| 1   | Англія   | 10 | 8 | 1 | 1  | 26 | 7  | +19 | 25 | Вихід до фінального турніру |     | —   | 3–1 | 1–2 | 2–0 | 3–0 | 4–1 |
| 2   | Чехія    | 10 | 7 | 1 | 2  | 23 | 6  | +17 | 22 | Плей-оф                     |     | 1–2 | —   | 1–0 | 3–0 | 4–0 | 7–0 |
| 3   | Словенія | 10 | 4 | 4 | 2  | 11 | 7  | +4  | 16 |                             |     | 2–2 | 1–1 | —   | 0–0 | 3–0 | 2–0 |
| 4   | Косово   | 10 | 3 | 3 | 4  | 8  | 13 | −5  | 12 |                             | 0–5 | 0–1 | 0–0 | —   | 2–1 | 2–0 |     |
| 5   | Албанія  | 10 | 3 | 1 | 6  | 9  | 17 | −8  | 10 |                             | 0–3 | 0–1 | 2–0 | 1–1 | —   | 2–0 |     |
| 6   | Андорра  | 10 | 0 | 0 | 10 | 1  | 28 | −27 | 0  |                             | 0–1 | 0–3 | 0–1 | 0–3 | 0–3 | —   |     |

#### Група H
| Поз | Команда            | І  | В | Н | П | ГЗ | ГП | РГ  | О  | Кваліфікація                |     |     |     |     |     |     |     |
| --- | ------------------ | -- | - | - | - | -- | -- | --- | -- | --------------------------- | --- | --- | --- | --- | --- | --- | --- |
| 1   | Франція            | 10 | 8 | 2 | 0 | 31 | 5  | +26 | 26 | Вихід до фінального турніру |     | —   | 5–0 | 2–0 | 2–0 | 3–0 | 7–0 |
| 2   | Україна            | 10 | 7 | 2 | 1 | 20 | 11 | +9  | 23 | Плей-оф                     |     | 3–3 | —   | 2–1 | 1–0 | 4–0 | 2–1 |
| 3   | Сербія             | 10 | 3 | 3 | 4 | 10 | 11 | −1  | 12 |                             |     | 0–3 | 0–1 | —   | 0–0 | 2–1 | 2–0 |
| 4   | Фарерські острови  | 10 | 2 | 4 | 4 | 6  | 12 | −6  | 10 |                             | 1–1 | 0–4 | 1–1 | —   | 1–1 | 2–0 |     |
| 5   | Північна Македонія | 10 | 2 | 3 | 5 | 8  | 15 | −7  | 9  |                             | 0–1 | 1–1 | 0–0 | 0–1 | —   | 3–1 |     |
| 6   | Вірменія           | 10 | 1 | 0 | 9 | 7  | 28 | −21 | 3  |                             | 1–4 | 0–2 | 1–4 | 2–0 | 1–2 | —   |     |

#### Група I
| Поз | Команда   | І | В | Н | П | ГЗ | ГП | РГ  | О  | Кваліфікація                |     |     |     |     |     |     |
| --- | --------- | - | - | - | - | -- | -- | --- | -- | --------------------------- | --- | --- | --- | --- | --- | --- |
| 1   | Бельгія   | 8 | 6 | 2 | 0 | 14 | 2  | +12 | 20 | Вихід до фінального турніру |     | —   | 1–0 | 2–0 | 0–0 | 2–0 |
| 2   | Данія     | 8 | 5 | 2 | 1 | 12 | 6  | +6  | 17 | Плей-оф                     |     | 1–1 | —   | 3–2 | 1–1 | 3–0 |
| 3   | Туреччина | 8 | 2 | 2 | 4 | 7  | 11 | −4  | 8  |                             |     | 0–3 | 1–2 | —   | 1–1 | 0–0 |
| 4   | Шотландія | 8 | 1 | 4 | 3 | 6  | 10 | −4  | 7  |                             | 0–2 | 0–1 | 0–2 | —   | 2–1 |     |
| 5   | Казахстан | 8 | 0 | 2 | 6 | 4  | 14 | −10 | 2  |                             | 1–3 | 0–1 | 0–1 | 2–2 | —   |     |

### Рейтинг команд, що посіли друге місце
Враховуються результати матчів команд, що посіли друге місце, лише проти команд, які посіли перше, третє, четверте та п’яте місця у своїй групі. Результати матчів проти команд, які посіли шосте місце у групах по шість команд, не враховуються. У підсумку, для визначення рейтингу зараховується вісім матчів кожної команди, що посідає друге місце. Команда з найвищим рейтингом кваліфікується безпосередньо до фінального турніру, а інші команди виходять у плей-оф.
| Поз | Груп | Команда    | І | В | Н | П | ГЗ | ГП | РГ | О  | Кваліфікація     |
| --- | ---- | ---------- | - | - | - | - | -- | -- | -- | -- | ---------------- |
| 1   | E    | Швейцарія  | 8 | 5 | 2 | 1 | 14 | 6  | +8 | 17 | Фінальний турнір |
| 2   | H    | Україна    | 8 | 5 | 2 | 1 | 16 | 10 | +6 | 17 | Плей-оф          |
| 3   | I    | Данія      | 8 | 5 | 2 | 1 | 12 | 6  | +6 | 17 | Плей-оф          |
| 4   | A    | Хорватія   | 8 | 5 | 1 | 2 | 19 | 10 | +9 | 16 | Плей-оф          |
| 5   | G    | Чехія      | 8 | 5 | 1 | 2 | 13 | 6  | +7 | 16 | Плей-оф          |
| 6   | C    | Словаччина | 8 | 5 | 0 | 3 | 18 | 10 | +8 | 15 | Плей-оф          |
| 7   | F    | Ірландія   | 8 | 5 | 0 | 3 | 13 | 9  | +4 | 15 | Плей-оф          |
| 8   | B    | Ізраїль    | 8 | 4 | 1 | 3 | 13 | 10 | +3 | 13 | Плей-оф          |
| 9   | D    | Ісландія   | 8 | 3 | 3 | 2 | 13 | 7  | +6 | 12 | Плей-оф          |

## Плей-оф
Жеребкування відбулося 21 червня 2022 року в Ньйоні, Швейцарія, матчі — 23 та 27 вересня 2022 року. Чотири переможці плей-оф кваліфікувалися до фінального турніру.
| Команда 1  | Заг.         | Команда 2 | 1-й матч | 2-й матч |
| ---------- | ------------ | --------- | -------- | -------- |
| Словаччина | 3–5          | Україна   | 3–2      | 0–3      |
| Хорватія   | 3–3 пен. 5–4 | Данія     | 2–1      | 1–2 дч   |
| Ірландія   | 1–1 пен. 1–3 | Ізраїль   | 1–1      | 0–0 дч   |
| Ісландія   | 1–2          | Чехія     | 1–2      | 0–0      |

### Матчі
| 23 вересня 2022 19:00 |

| Словаччина                  | 3–2      | Україна                  |
| --------------------------- | -------- | ------------------------ |
| Суслов 10' Стрелец 46', 53' | Протокол | В'юнник 17' Криськів 49' |

| Штадіон под Дубньом, Жиліна Глядачів: 4059 |

| 27 вересня 2022 18:30 |

| Україна             | 3–0      | Словаччина |
| ------------------- | -------- | ---------- |
| Сікан 48', 54', 66' | Протокол |            |

| Міський стадіон, Бельсько-Бяла (Польща) Глядачів: 2535 |

| 23 вересня 2022 19:00 |

| Хорватія             | 2–1      | Данія         |
| -------------------- | -------- | ------------- |
| Видович 9' Бельо 37' | Протокол | Тенгстедт 59' |

| Альдо Дросіна, Пула Глядачів: 4225 |

| 27 вересня 2022 19:00 |

| Данія                                                     | 2–1 дч   | Хорватія                                                |
| --------------------------------------------------------- | -------- | ------------------------------------------------------- |
| - О'Райлі 10' - Френдруп 19'                              | Протокол | Матанович 84'                                           |
|                                                           | Пенальті |                                                         |
| - Дюр - Ґрьонбек - Йоргенсен - Крістенсен - Мадсен - Росс | 4–5      | - Вушкович - Фрук - Солдо - Матанович - Сучич - Пашалич |

| Стадіон Вайле, Вайле Глядачів: 4063 |

| 23 вересня 2022 21:00 |

| Ірландія     | 1–1      | Ізраїль   |
| ------------ | -------- | --------- |
| Фергюсон 65' | Протокол | Горно 45' |

| Таллахт, Дублін Глядачів: 6786 |

| 27 вересня 2022 20:15 |

| Ізраїль                          | 0–0 дч   | Ірландія                             |
| -------------------------------- | -------- | ------------------------------------ |
|                                  | Протокол |                                      |
|                                  | Пенальті |                                      |
| - Карцев - Перец - Коен - Давіда | 3–1      | - Ковентрі - Райт - Фергюсон - Девой |

| Блумфілд, Тель-Авів Глядачів: 22 752 |

| 23 вересня 2022 19:00 |

| Ісландія             | 1–2      | Чехія                |
| -------------------- | -------- | -------------------- |
| Магнуссон 26' (пен.) | Протокол | Валента 33' Сейк 70' |

| Вікінгсвьолла, Рейк'явік Глядачів: 725 |

| 27 вересня 2022 19:00 |

| Чехія | 0–0      | Ісландія |
| ----- | -------- | -------- |
|       | Протокол |          |

| Стршелецький острів, Чеські Будейовиці Глядачів: 5721 |

## Команди, що кваліфікувалися до фінального турніру
До фінального турніру вийшли наступні команди.
Статистика враховує лише чемпіонати U-21 (з 1978 року).
| Команда    | Спосіб кваліфікації      | Дата кваліфікації | Кількість участей | Остання участь | Попередній найкращий результат         |
| ---------- | ------------------------ | ----------------- | ----------------- | -------------- | -------------------------------------- |
| Румунія    | Господар                 | 3 грудня 2020     | 4-та              | 2021           | Півфіналіст (2019)                     |
| Грузія     | Господар                 | 3 грудня 2020     | 1-ша              | —              | Дебют                                  |
| Бельгія    | Переможець Групи I       | 29 березня 2022   | 4-та              | 2019           | Півфіналіст (2007)                     |
| Іспанія    | Переможець Групи C       | 2 травня 2022     | 16-та             | 2021           | Чемпіон (1986, 1998, 2011, 2013, 2019) |
| Німеччина  | Переможець Групи B       | 3 червня 2022     | 14-та             | 2021           | Чемпіон (2009, 2017, 2021)             |
| Португалія | Переможець Групи D       | 6 червня 2022     | 10-та             | 2021           | Віцечемпіон (1994, 2015, 2021)         |
| Англія     | Переможець Групи G       | 7 червня 2022     | 17-та             | 2021           | Чемпіон (1982, 1984)                   |
| Нідерланди | Переможець Групи E       | 8 червня 2022     | 9-та              | 2021           | Чемпіон (2006, 2007)                   |
| Франція    | Переможець Групи H       | 9 червня 2022     | 11-та             | 2021           | Чемпіон (1988)                         |
| Італія     | Переможець Групи F       | 14 червня 2022    | 22-га             | 2021           | Чемпіон (1992, 1994, 1996, 2000, 2004) |
| Норвегія   | Переможець Групи A       | 14 червня 2022    | 3-тя              | 2013           | Півфіналіст (1998, 2013)               |
| Швейцарія  | Найкраща з других команд | 14 червня 2022    | 5-та              | 2021           | Віцечемпіон (2011)                     |
| Україна    | Переможець плей-оф       | 27 вересня 2022   | 3-тя              | 2011           | Віцечемпіон (2006)                     |
| Чехія      | Переможець плей-оф       | 27 вересня 2022   | 9-та              | 2021           | Чемпіон (2002)                         |
| Хорватія   | Переможець плей-оф       | 27 вересня 2022   | 5-та              | 2021           | Чвертьфіналіст (2021)                  |
| Ізраїль    | Переможець плей-оф       | 27 вересня 2022   | 3-тя              | 2013           | Груповий етап (2007, 2013)             |

1. ↑  2 травня 2022 року УЄФА оголосила, що Росію виключено з кваліфікації молодіжного чемпіонату Європи через вторгнення в Україну, при цьому всі попередні результати ігор Росії було анульовано[5]. Таким чином, Іспанія пройшла кваліфікацію на молодіжний чемпіонат Європи у групі C, оскільки жодна інша команда цієї групи не могла її перевершити.

## Бомбардири
Протягом турніру було забито 778 голів у 255 матчах із середнім показником 3,05 голів за матч.
12 голів:
| - Гонсалу Рамуш |

7 голів:
| - Чуквубуке Адаму - Романо Шмід - Лої Опенда | - Абель Руїс - Джошуа Зіркзе - Йонатан Буркардт | - Фабіу Вієйра - Андраш Немет - Роко Шимич |